# Cerdic
Cerdic (c. 467-534) fou el primer rei i fundador del regne anglosaxó de Wessex (519-534) i el primer de la dinastia de la Casa de Wessex. Segons la Crònica anglosaxona, Cerdic era un cabdill saxó que va arribar a Britànnia l'any 475, liderant una de les nombroses invasions germàniques que va patir l'illa un cop els romans van abandonar-la.
Cerdic va arribar amb cinc naus i el seu fill Cynric com a segon al comandament, els quals van fer terra a Hampshire. Allí es va enfrontar amb els britans governats pel rei Natanleod, a qui va vèncer en batalla el 508, proclamant-se primer rei de Wessex (etimològicament West Sax saxons de l'oest). Els historiadors no han arribat a un acord respecte a si Cerdic conquistà també l'illa de Wight per regalar-la a dos dels seus homes de confiança, Stuf i Wighgar, o si bé l'illa fou conquerida pel poble germànic dels juts.
També és possible que Cerdic fos el cabdill derrotat per Ambrosi Aurelià a la batalla del Mont Badon. Fos com fos, els posteriors reis de Wessex sempre van necessitar demostrar algun lligam familiar que els vinculés a la figura de Cerdic.
Curiosament, es pensa que el nom de Cerdic té arrels britanes i no pas germàniques. El nom deriva del celtobrità "Caraticos", fet que podria indicar que Cerdic era realment un nadiu brità que retornava a casa des del continent. Això ho podria reafirmar l'origen britànic dels noms d'alguns dels seus descendents, com ara Ceawlin o Cædwalla. El pare de Cerdic, Elasa, ha estat així mateix identificat com Elasius, un romanobrità líder de la regió, mencionat per Germà d'Auxerre durant un dels seus viatges a Britànnia.